# Biedronka
Biedronka (em polaco: "Joaninha") é a maior cadeia de supermercados e líder no retalho alimentar na Polônia. 

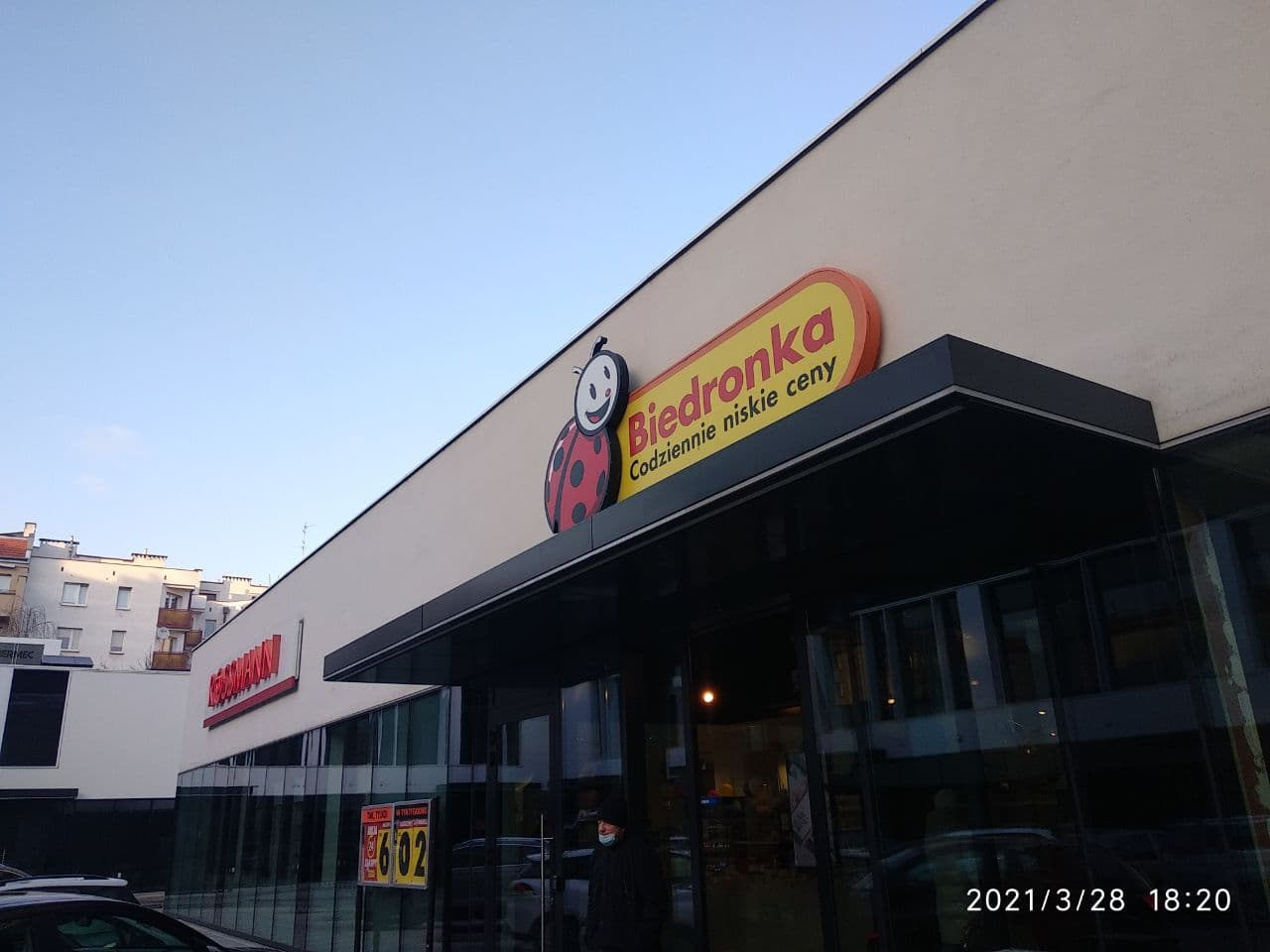

## Distribuição
Em Abril de 2017 tem 2729 lojas, sendo proprietário o grupo português Jerónimo Martins Dystrybucja (JMD).
A Biedronka é a mais popular e a mais vasta rede de lojas de retalho na Polónia, sendo regularmente visitada por 58% dos consumidores polacos, visitada diariamente por mais de dois milhões e meio de clientes. Nas prateleiras da loja, 95% dos produtos são de origem polaca.

## Críticas
A Biedronka é, através de inspecções do trabalho confirmado, alvo de críticas sobre as condições de trabalho. Há uma organização de vítimas, a Associação das Vítimas de Jerónimo Martins, SPJMD. A pressão levou a um aumento salarial de 20 por cento. Constituiu um especial interesse por parte do público em geral a luta de um gerente de filial pelo pagamento das suas 2.600 horas extras.